# Salada De Azaila
Salada De Azaila este o arie protejată (arie specială de conservare — SAC, sit de importanță comunitară — SCI) din Spania întinsă pe o suprafață de 56,46 ha, integral pe uscat.

## Localizare
Centrul sitului Salada De Azaila este situat la coordonatele 41°15′39″N 0°29′52″W / 41.2608°N 0.497644°V.

## Înființare
Situl Salada De Azaila a fost declarat sit de importanță comunitară în iulie 2000 pentru a proteja 1 specie de plante. Situl a fost protejat și ca arie specială de conservare în februarie 2021.

## Biodiversitate
Situată în ecoregiunea mediteraneană, aria protejată conține 5 habitate naturale: Galerii și tufărișuri riverane sudice (Nerio-Tamaricetea și Securinegion tinctoriae), Vegetație gipsofilă iberică (Gypsophiletalia), Pășuni mediteraneene udate de apa mării (Juncetalia maritimi), Tufărișuri halofile mediteraneene și termo-atlantice (Sarcocornetea fruticosi), Salicornia și alte specii anuale care populează regiunile mlăștinoase și nisipoase.
La baza desemnării sitului se află o specie protejată de  plante: Riella helicophylla.
Pe lângă speciile protejate, pe teritoriul sitului au mai fost identificate 6 specii de plante, 9 specii de păsări, 2 specii de amfibieni, 1 specie de reptile.